# Black Lotus (film)
Pour les articles homonymes, voir  Black Lotus.
Pour plus de détails, voir Fiche technique et Distribution.
Black Lotus est un film d'action américano-néerlandais réalisé par Todor Chapkanov, sorti en 2023. Le film met en vedette Rico Verhoeven et Frank Grillo.

## Synopsis
Matteo, ancien soldat d'élite hanté par son passé, se lance dans une mission de sauvetage à haut risque dans une ville européenne corrompue, où il affronte des criminels impitoyables pour sauver la fille kidnappée de son ami décédé.

## Fiche technique
- Réalisation : Todor Chapkanov
- Scénario : Tad Daggerhart
- Musique : Roel Gommans et Jules Reivers
- Photographie : Ivan Vatsov
- Montage : Jeffrey De Vore et Bohos Topakbashian
- Production : Marcel de Block, Tom de Mol, Christian Mercuri
- Sociétés de production : Capstone Pictures, Black Lotus Film
- Pays d'origine :  États-Unis,  Pays-Bas
- Langue originale : anglais, néerlandais
- Genre : action, thriller
- Durée : 90 minutes
- Dates de sortie[1] :
  -  Belgique : 12 avril 2023
  -  Pays-Bas : 13 avril 2023
  -  États-Unis : 19 mai 2023

## Distribution
Sauf indication contraire, les informations mentionnées dans cette section peuvent être confirmées par la base de données cinématographiques IMDb,  présente dans la section « Liens externes ».
- Rico Verhoeven : Matteo
- Frank Grillo : Saban
- Marie Dompnier : Hélène
- Peter Franzén : Paul
- Pippi Casey : Angie
- Rona-Lee Shimon : Shira
- Magnus Samuelsson : Ber
- Simon Wan : Lo
- Kevin Janssens : Fischer
- Hristo Petkov : Zeeb
- Roland Møller : John
- Hristo Dimitrov : Merc Leader
- Peter Post : Merc Leader (voix)
- Edon Rizvanolli : Roman

## Sortie
Le film a été présenté en première le 10 avril 2023 au Théâtre royal Tuschinski d'Amsterdam et le 19 mai 2023 aux États-Unis.

## Récompenses et distinctions
Sauf indication contraire, les informations mentionnées dans cette section peuvent être confirmées par la base de données cinématographiques IMDb,  présente dans la section « Liens externes ».
- (en) Black Lotus: Awards, sur l'Internet Movie Database